# Großer Feldberg
Der Große Feldberg (auch Feldberg im Taunus, regional nur Feldberg) ist der höchste Berg des im Südwesten Hessens gelegenen Mittelgebirges Taunus und des gesamten Rheinischen Schiefergebirges. Unter allen in Deutschland gelegenen Bergen dieses Namens ist er der zweithöchste, nach dem Feldberg im Schwarzwald.
Die Angaben zu seiner genauen Höhe liegen je nach Quelle zwischen 878 und 881,5 m ü. NHN Höhe (siehe Abschnitt Höhe). Mit einer Prominenz von 670 m (über dem Sattel bei Großen-Buseck nahe Gießen) und einer Dominanz von 101 km (gegen die Dammersfeldkuppe in der Rhön) ist er einer der markantesten Mittelgebirgsgipfel in Deutschland. Er ist nicht nur vom südlich gelegenen Rheintal und den meisten freien Aussichtspunkten im Hintertaunus, sondern auch vom Westerwald aus gut zu sehen und beherrscht dort den Südhorizont.
Das Feldbergmassiv, bestehend aus Großem Feldberg und dem nahen Kleinen Feldberg (825,2 m), ist Bestandteil des Taunushauptkamms (Hoher Taunus oder auch Hochtaunus genannt).
Ab 1935 wurde der Berg zum Experimentiergebiet für die frühe deutsche Fernsehtechnik. Sein unbewaldeter Gipfelbereich ist seit langer Zeit ein beliebtes Ausflugs- und Wanderziel. Als Wintersportgebiet verliert er allerdings wegen abnehmender Schneesicherheit an Attraktivität.

## Geographie

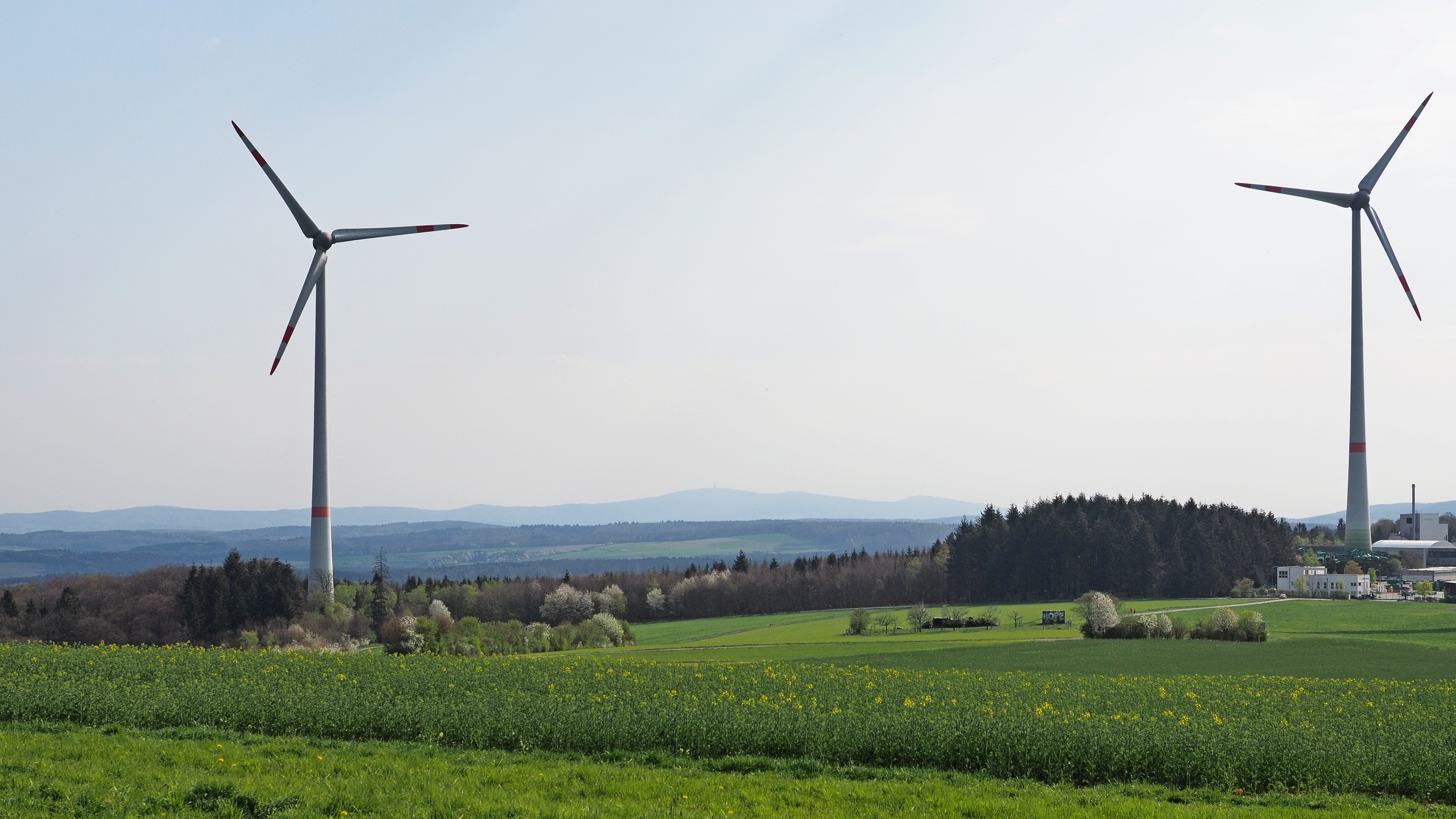
Blick vom Kemeler Rücken zum 32 km entfernten Großen Feldberg (Mitte), der das Panorama dominiert

### Lage
Der Große Feldberg erhebt sich im Naturpark Taunus und im Hochtaunuskreis innerhalb der Gemarkung des Ortes Niederreifenberg, der zur Gemeinde Schmitten im Taunus gehört, dessen Kernort nördlich des Bergs liegt. Oberursel liegt östlich, Kronberg südöstlich, Königstein südlich und Glashütten südwestlich. Knapp 1,4 km südsüdwestlich befindet sich der Kleine Feldberg, 2,85 km südöstlich der Altkönig (798,2 m).

### Naturräumliche Zuordnung
Der Große Feldberg gehört in der naturräumlichen Haupteinheitengruppe Taunus (Nr. 30) und in der Haupteinheit Hoher Taunus (301) zur Untereinheit Feldberg-Taunuskamm (301.3), wobei seine Landschaft nach Norden in die zur Haupteinheit Östlicher Hintertaunus (302) gehörende Untereinheit Pferdskopf-Taunus (302.6) und nach Süden in der Haupteinheit Vortaunus (300) und in der Untereinheit Altkönig Vorstufe (300.2) in den Naturraum Königsteiner Taunusfuß (300.20) abfällt.

### Höhe

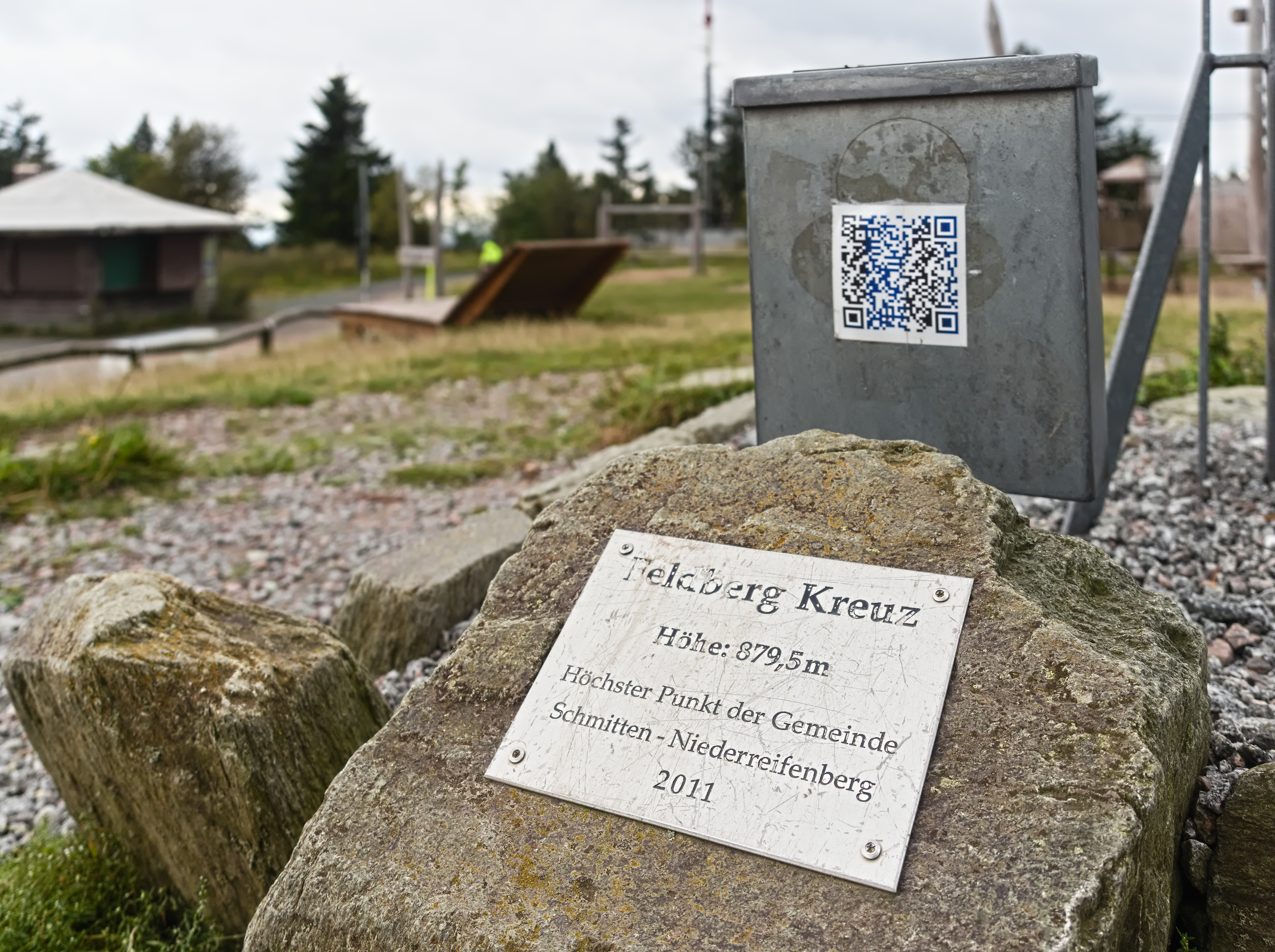
Tafel mit Berghöhe am Gipfelkreuz

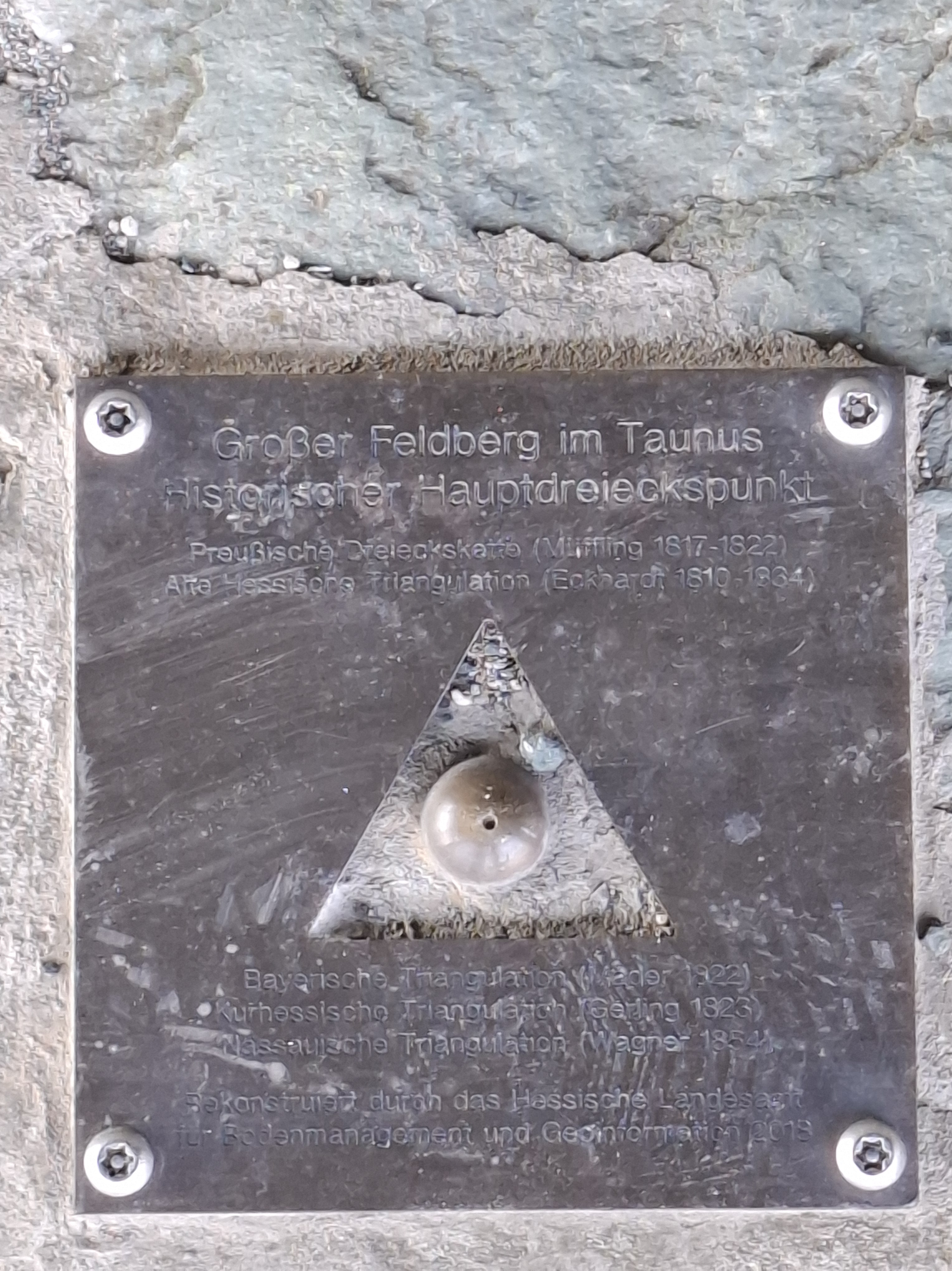
Triangulationspunkt am Eingangsbereich des Fernmeldeturms

Über die exakte Höhe des Großen Feldbergs finden sich auch in offiziellen Quellen unterschiedliche Angaben in einem Bereich, der mehrere Meter umfasst:
- Das Feldberg-Gipfelkreuz trägt eine Tafel mit der Angabe 879,5 m.
- Das Hessische Landesamt für Bodenmanagement und Geoinformation gibt in den Onlinekarten seines Geoportals folgende Höhen an:[3] 878 m (Karte H200), 879 m (Kartengrafiken PG50 und PG25) und 878,5 m (TK25).
- Das Bundesamt für Naturschutz (BfN) weist in den Onlinekarten seines Geoportals folgende Höhen aus: 880 m (M = 1:500.000), 879 m (M = 1:250.000, 1:100.000, 1:50.000 und 1:25.000) sowie 878,5 m (M = 1:10.000 und 1:5.000).[6]
- Auf der Basis von Laserscanning-Daten wurde für den Feldberg eine Höhe von 880,9 m ermittelt.[7]
- In der Literatur finden sich noch weiter abweichende Höhenangaben, etwa 881,5 m.[4]

Weiterhin befindet sich am Eingangsbereich des Fernmeldeturms ein Triangulationspunkt.

## Geologie
Auf dem Plateau des Großen Feldbergs gibt es an vielen Stellen den für den Hohen Taunus typischen Taunusquarzit, wie er zum Beispiel auch am Goldgrubenfelsen an die Oberfläche tritt.

## Klima
Das Klima des Großen Feldbergs hebt sich deutlich vom Klima seiner Umgebung ab. Es ist kühler und auch feuchter als im Flachland. Temperaturunterschiede von 5 Grad und mehr sind keine Seltenheit. Aufgrund sogenannter Inversionswetterlagen ist es gelegentlich nachts milder als im Tal. Vor allem im Sommer ist es mit kaum 20 °C teilweise mehr als 5 °C kühler als im Flachland. Jährlich fallen etwa 1000 mm Niederschläge.
Der Große Feldberg liegt innerhalb des Heilklimaparks Hochtaunus.
|                       | Jan  | Feb  | Mär  | Apr | Mai  | Jun  | Jul  | Aug  | Sep  | Okt | Nov  | Dez  |   |     |
| Mittl. Tagesmax. (°C) | −1,2 | 0,3  | 3,8  | 8,5 | 13,1 | 16,8 | 19,0 | 18,7 | 14,6 | 9,4 | 2,9  | −0,6 | ⌀ | 8,8 |
| Mittl. Tagesmin. (°C) | −4,9 | −4,4 | −2,7 | 1,1 | 5,2  | 9,0  | 11,5 | 11,2 | 7,8  | 3,3 | −1,5 | −3,8 | ⌀ | 2,7 |
|                       |      |      |      |     |      |      |      |      |      |     |      |      |   |     |
| Sonnenstunden (h/d)   | 2    | 3    | 5    | 6   | 7    | 8    | 8    | 7    | 6    | 5   | 3    | 2    | ⌀ | 5,2 |
|                       |      |      |      |     |      |      |      |      |      |     |      |      |   |     |
| Regentage (d)         | 15   | 13   | 13   | 11  | 12   | 13   | 13   | 11   | 12   | 13  | 14   | 16   | Σ | 156 |

| −4,9 |

| −4,4 |

| −2,7 |

| 1,1 |

| 5,2 |

| 9,0 |

| 11,5 |

| 11,2 |

| 7,8 |

| 3,3 |

| −1,5 |

| −3,8 |

| −4,9 |

| −4,4 |

| −2,7 |

| 1,1 |

| 5,2 |

| 9,0 |

| 11,5 |

| 11,2 |

| 7,8 |

| 3,3 |

| −1,5 |

| −3,8 |

## Geschichte

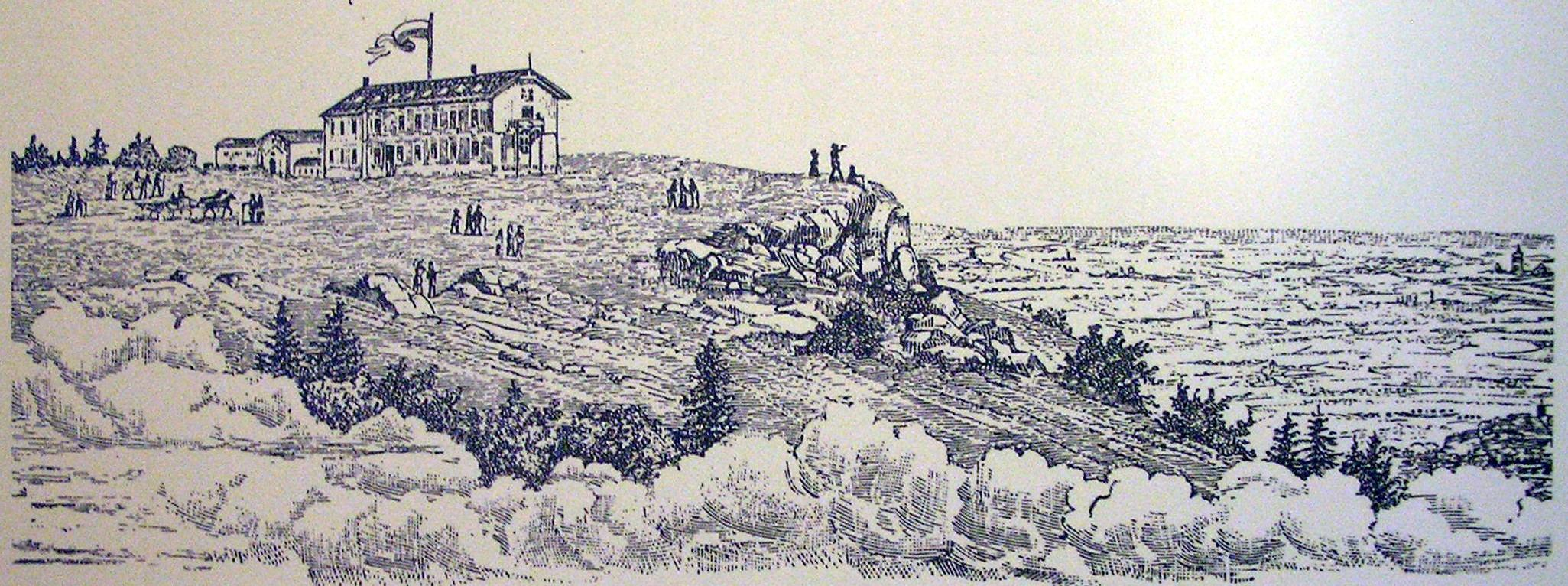
Feldbergplateau (um 1868)

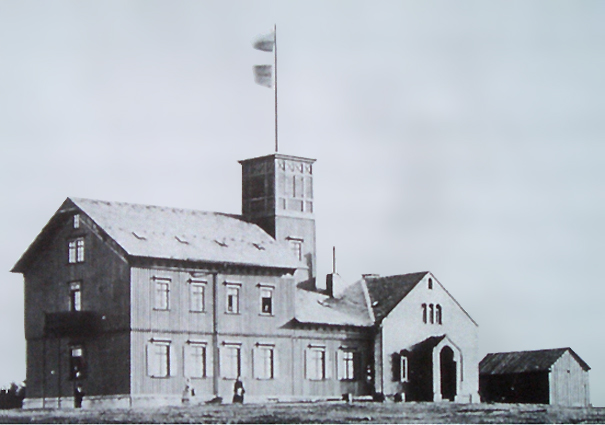
Feldberghaus (nach 1860)

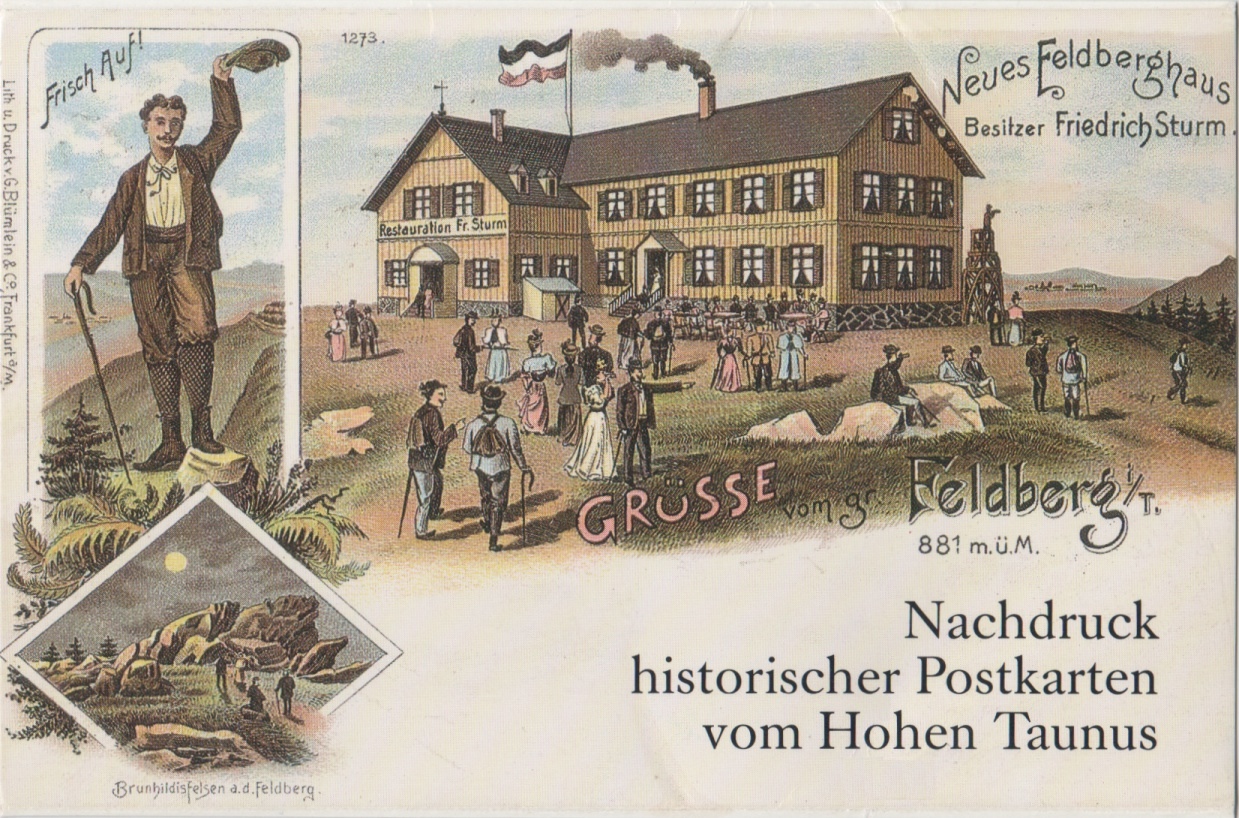
Historische Ansichtskarte mit Feldberghaus anno 1902

Einer der ersten literarisch belegten Aufenthalte auf dem Großen Feldberg betrifft Johann Wolfgang von Goethe. In Dichtung und Wahrheit schreibt er: „Durch zufällige Anregung, sowie in zufälliger Gesellschaft stellte ich manche Wanderung nach dem Gebirge an, das von Kindheit an so fern und ernsthaft vor mir gestanden hatte. So besuchten wir Homburg, Kroneburg, bestiegen den Feldberg, von dem uns die weite Aussicht immer mehr in die Ferne lockte.“
Am 12. Juli 1786 fand unter Leitung des Wissenschaftlers Johann Andreas Benignus Bergsträßer ein Experiment mit dem Optischen Telegrafen statt. Mehrere Fürsten codierten am Feldberg Nachrichten mit Inhalten wie „Der Feind bricht auf“ oder „Marsch!“, die dann mit akustischen und optischen Signalen (Kanonen, Fackeln, Raketen) ins Tal geschickt und in Frankfurt am Main erfolgreich decodiert wurden. Die Nachrichtenübermittlung galt als Übungsmanöver gegen Frankreich, was einigen nicht an dem Experiment beteiligten deutschen Fürsten missfiel.
Im 19. Jahrhundert entwickelte sich der Große Feldberg vor allem für die Frankfurter Bevölkerung zu einem beliebten Ausflugsziel. Daher rief der „Frankfurter Turnvater“ Friedrich August Ravenstein die Kommission für die Erbauung eines Hauses auf dem Feldberg ins Leben, um ein Jugend- und Wanderheim sowie einen Aussichtsturm für die Turnausflügler errichten zu lassen. Nach der Grundsteinlegung 1859 wurde am 12. August 1860 mit dem ,Feldberghaus’ nach einem Entwurf des Architekten Heinrich Velde das erste feste Bauwerk auf dem Feldberg eingeweiht, das zehn Betten für Wanderer bot.

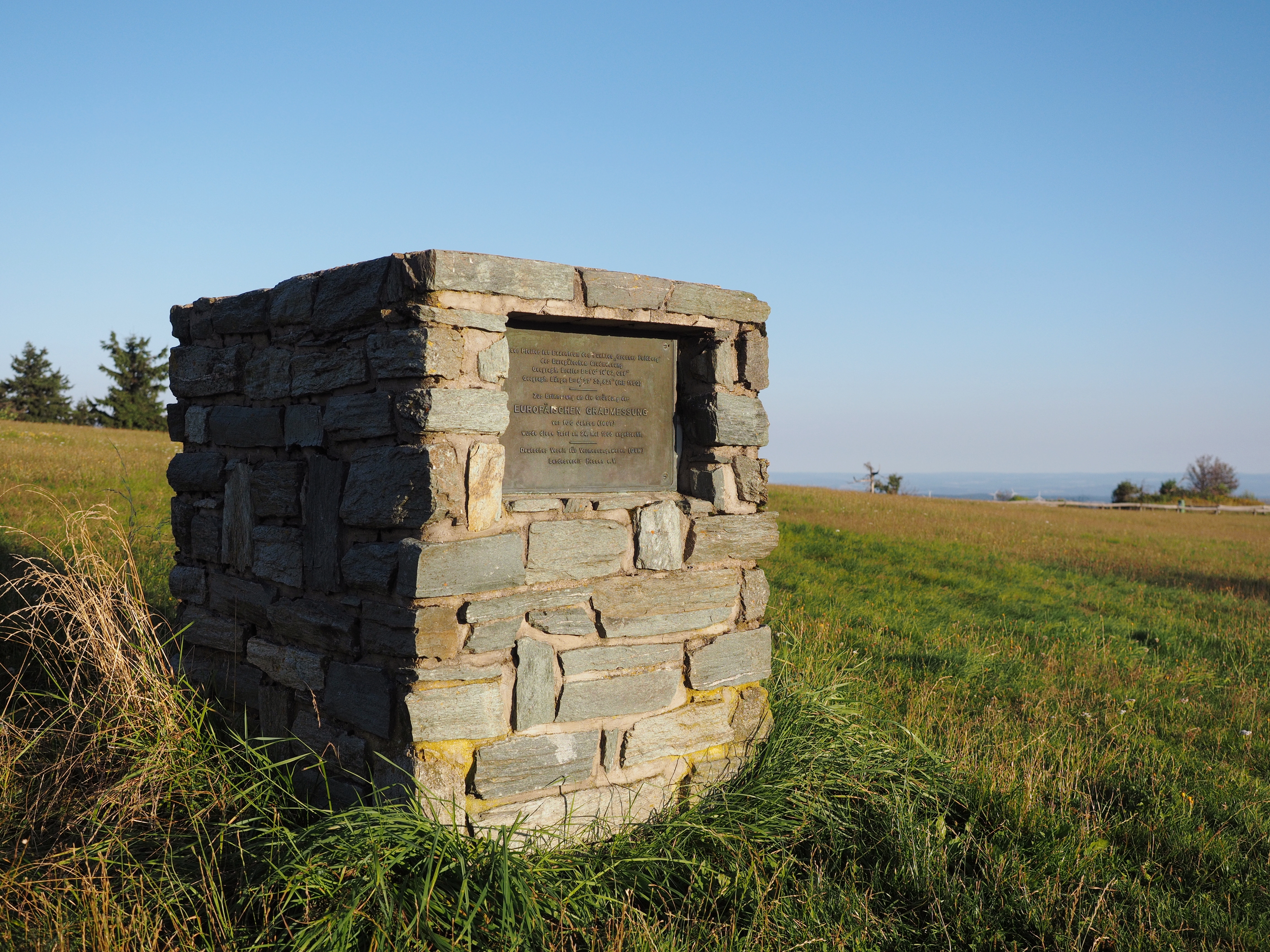
Geodätischer Beobachtungspfeiler zur ersten europäischen Gradmessung von 1867

Bei der ersten europäischen Gradmessung im Jahr 1867 diente der Große Feldberg als Messpunkt. Daran erinnert ein auf dem Plateau stehender Triangulationspfeiler.
Im Jahr 1868 wurde im Feldberghaus unter dem Namen Bund der Feldbergläufer der erste deutsche Wanderverein gegründet, der heutige Taunusklub. Das Gasthaus (heute: Feldberghof) ist noch immer erhalten, in einem Raum des Restaurants befindet sich ein Standesamt.
Am 2. Dezember 1943 kollidierte ein Flugzeug der Luftwaffe, das auf dem Weg von Erfurt (Roter Berg) nach Frankfurt war, in dichtem Nebel mit dem Aussichtsturm. Auslaufendes Flugbenzin erzeugte einen Brand, der den Turm vollständig zerstörte. Elf Menschen verloren ihr Leben.
Der Große Feldberg ist beliebtes Ziel für Motorradfahrer, Wanderer, Fahrradfahrer und Ausflügler unter anderem aus dem Rhein-Main-Gebiet. Über mehrere Jahrzehnte wurde ein Teil des Plateaus als gebührenpflichtiger Parkplatz genutzt, später wurde an dessen Stelle eine Bushaltestelle mit Wendeschleife angelegt, die von Königstein und Oberursel-Hohemark aus mit der Linie 57 regelmäßig angefahren wird. Parkplätze für PKW befinden sich jetzt entlang der Zufahrtsstraßen.

## Limes
Über das Massiv des Großen Feldbergs verlaufen Abschnitte des Obergermanisch-Raetischen Limes – insbesondere auf seiner Nordflanke. Unweit südwestlich des Bergs befinden sich entlang des Limes Reste des römischen Kastells Kleiner Feldberg (Feldbergkastell) und nordöstlich jene des Kleinkastells Altes Jagdhaus.

## Gipfelplateau

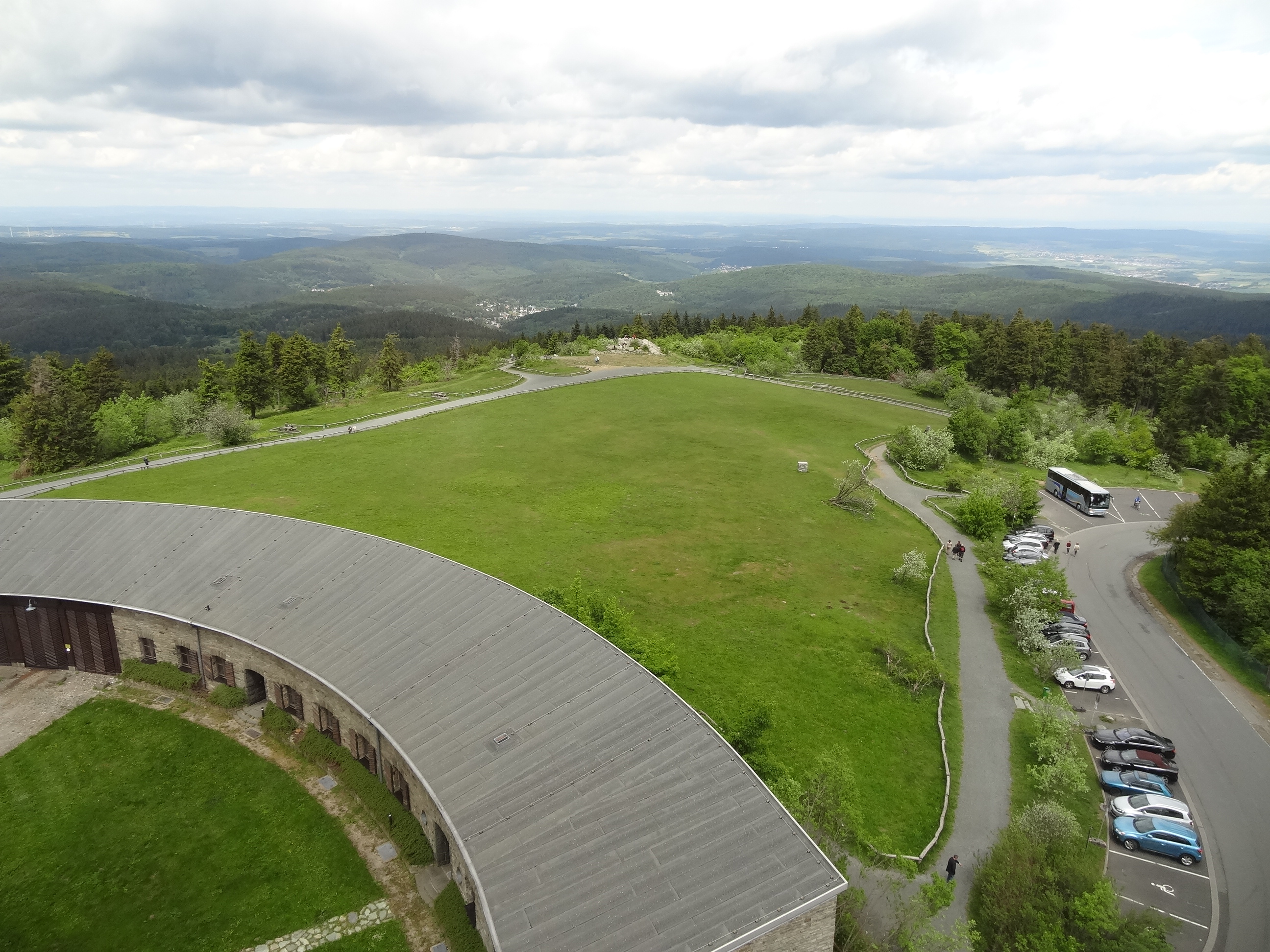
Blick vom Aussichtsturm auf das Plateau und zum Hintertaunus mit Brunhildisfelsen am Wiesenende (mittig)

Auf dem waldfreien Plateau des Großen Feldbergs befindet sich eine umfassende Bebauung mit Sendeanlagen und Ausflugszielen.

### Gipfelkreuz
Seit November 2011 steht auf dem Feldberg ein Gipfelkreuz. Ermöglicht wurde das von einem Niederreifenberger Bürger und Unternehmer und vielen Helfern. Das rund 2,50 Meter hohe Kreuz besteht aus in Kreuzform gebogenen Edelstahlbändern und trägt in seiner offenen Mitte einen Quarzitbrocken. Am Fuß ist eine Informationstafel sowie ein Kasten mit einem Gipfelbuch angebracht.
In unmittelbarer Nähe des Kreuzes liegen die Bushaltestelle mit witterungsgeschützten Warteplätzen und seit dem 16. September 2009 der „Römer-Spielplatz“ für Kinder, der sich gestalterisch an römische Limeswachtürme anlehnt und Teil des Limeserlebnispfads ist.

### Brunhildisfelsen

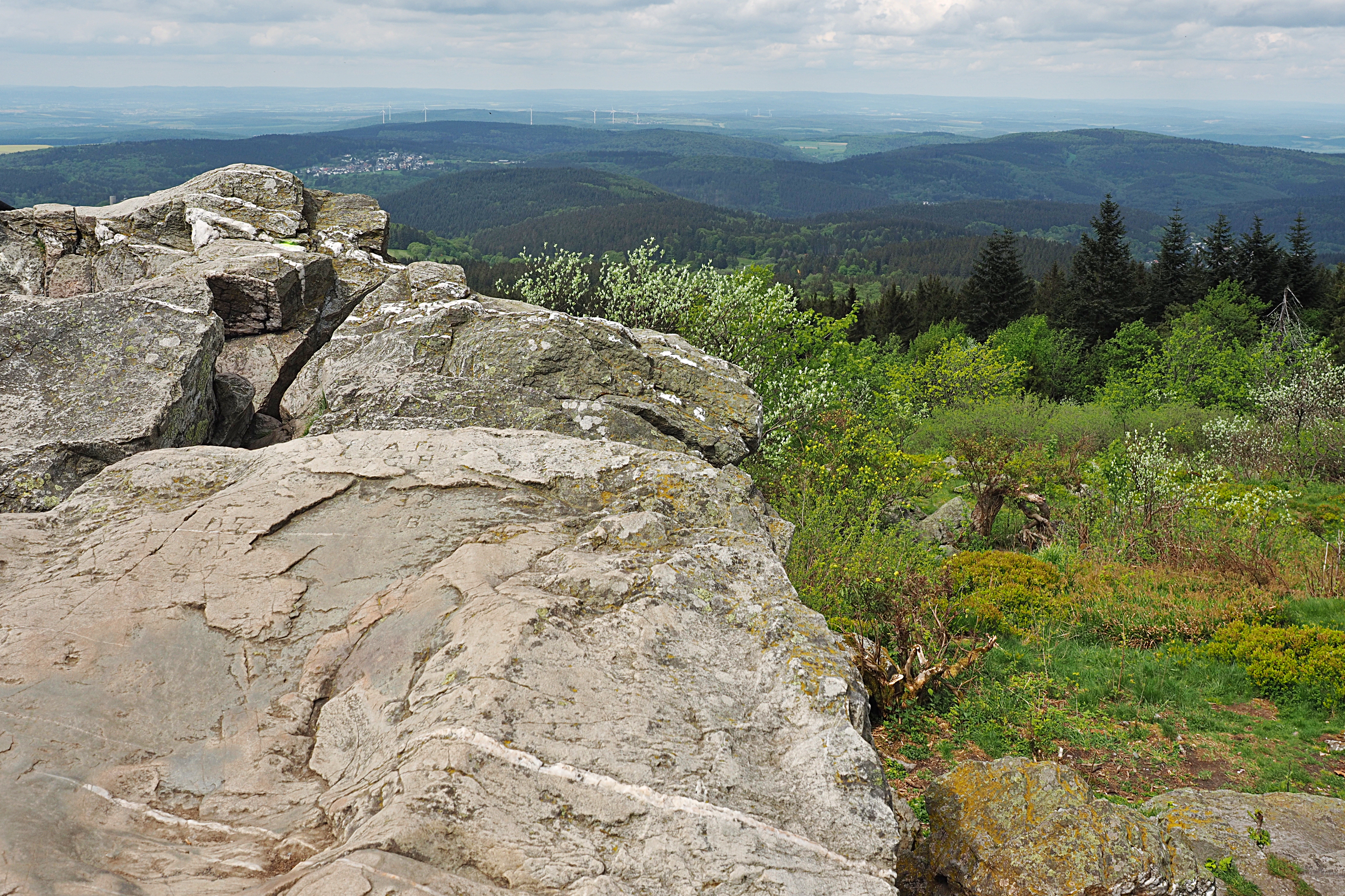
Blick vom Brunhildisfelsen am nördlichen Plateaurand

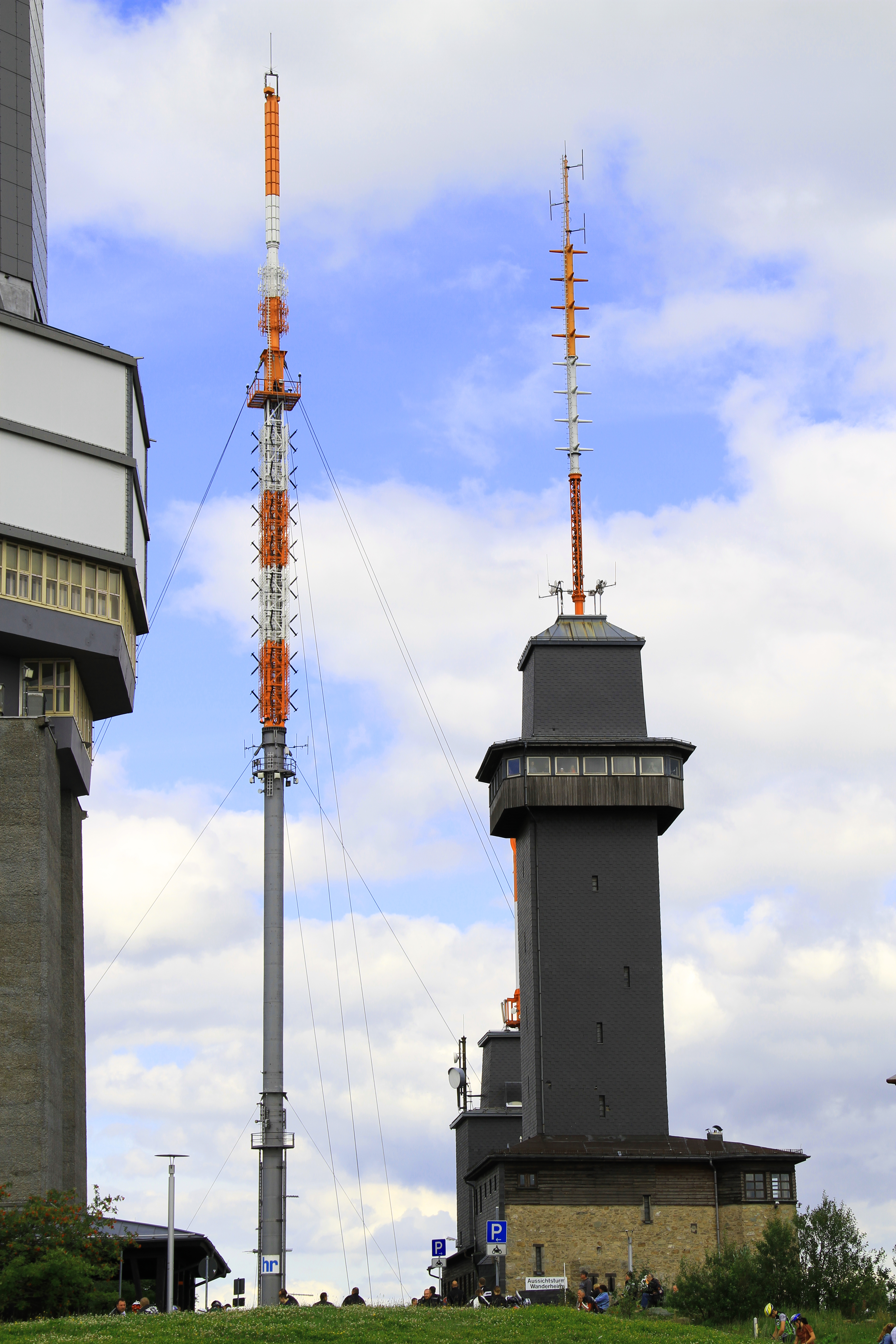
Aussichtsturm Großer Feldberg (rechts)

Panorama von den Brunhildisfelsen

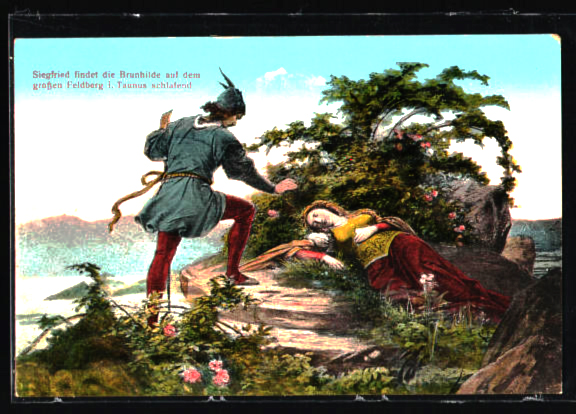
Brunhildenfelsen

Der am nördlichen Rand des Plateaus liegende Quarzit-Felsen wird im Volksmund Brunhildisfelsen genannt. Postkarten mit dieser Bezeichnung sind aus dem 18. und 19. Jahrhundert erhalten. Dieser Name soll der Legende nach auf die Siegfried-Sage zurückgehen, da hier Brünhild einmal in Schlaf versetzt worden sein soll. Erstmals urkundlich erwähnt wurde der Felsen als Punkt einer Grenzbeschreibung der Bardo-Urkunde im Jahr 1043 als „lectulus Brunhildi“ (Bettlein der Brunhilde).

### Aussichtsturm Großer Feldberg
Auf dem Plateau steht der 40 m hohe Aussichtsturm Großer Feldberg. Er wurde 1902 errichtet und unter anderem von Kaiser Wilhelm II. besucht. Im Inneren gibt es seit der Turmeinweihung ein Jugend- und Wanderheim des Taunusclubs mit Aufenthalts- und Seminarräumen sowie Übernachtungsmöglichkeiten.
Bei dem Flugzeugabsturz von 1943 entzündete auslaufendes Flugbenzin die Holzverkleidung des Turms, der vollständig abbrannte. Der Turm wurde 1949 durch den Hessischen Rundfunk wieder aufgebaut und mit einer Sendeanlage versehen.
Vom Turm, der gegen Eintritt betreten werden kann, fällt der Blick über den Taunus und unter anderem auch in das Rhein-Main-Gebiet mit der Skyline Frankfurts sowie zu den Nachbargebirgen (im Uhrzeigersinn beginnend im Norden): Westerwald, Vogelsberg, Rhön, Spessart, Odenwald, Pfälzerwald, Nordpfälzer Bergland, Hunsrück und Eifel.

### Falkenhof und Feldberghaus

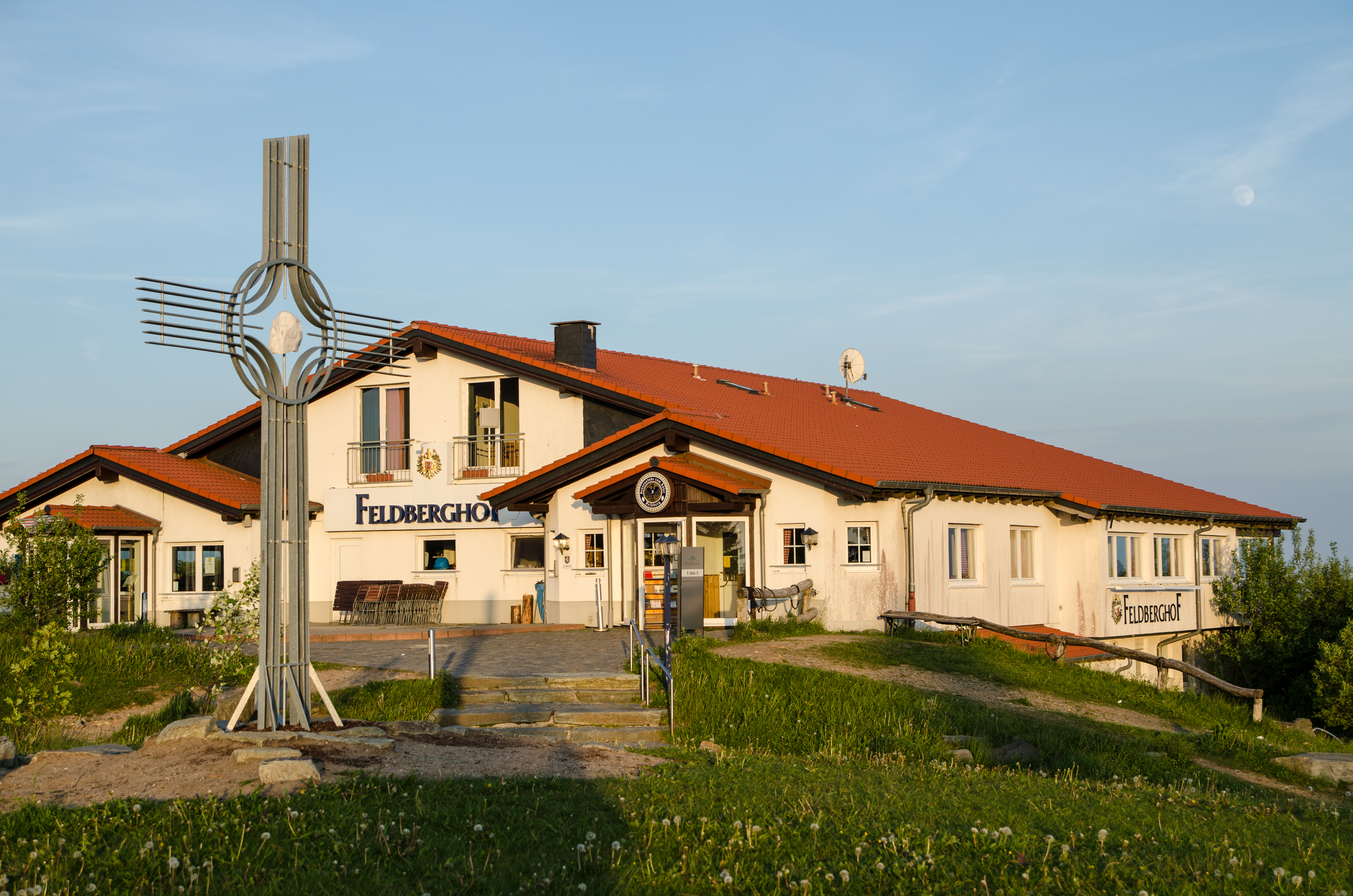
Gipfelkreuz und Feldberghof (2012)

Der Falkenhof auf dem Großen Feldberg ist eine im Juni 1965 gegründete Falknerei. Ursprünglich lag der Schwerpunkt in der Zucht von Greifvögeln, um insbesondere den Uhubestand in Deutschland zu sichern. Heute betreibt der Falkenhof eine Pflege- und Aufzuchtstation und versteht sich als Lehr-, Ausbildungs- und Informationsbetrieb. Er kann im Sommerhalbjahr gegen Eintritt besichtigt werden.
Der in den 1980er Jahren gebaute Feldberghof wurde 2019 geschlossen, bis 2022 baulich saniert und dann unter dem Namen Feldberghaus neu eröffnet. Im Feldberghaus befinden sich ein Restaurant, ein Seminarraum und das höchstgelegene Standesamt Hessens. Draußen betreibt der Pächter eine Terrasse und einen großen Biergarten.

### Sendeanlagen

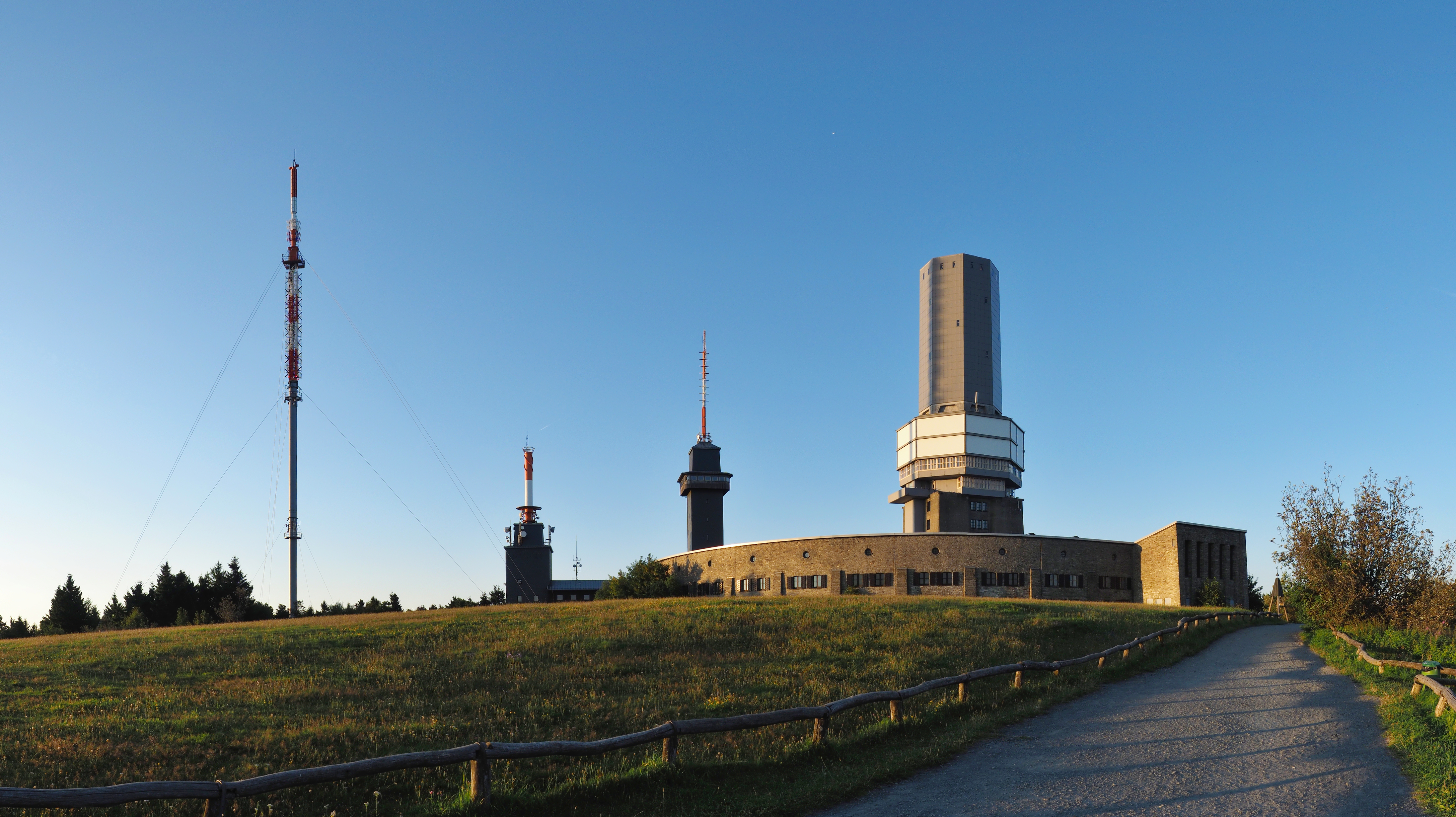
V. l. n. r.: Rohrmast, hr-Gebäude mit Sendemast, Aussichtsturm mit UKW-Reserveantennen, Alter Fernsehturm

Der auf dem Plateau 1937 errichtete Fernsehturm gehört zusammen mit dem 1936 gebauten Fernsehturm auf dem Brocken im Harz zu den ältesten Fernsehtürmen in der Geschichte des Fernsehens in Deutschland. Auf einem Sockel aus Stahlbeton war eine Holzkonstruktion aufgebaut, die zum Schutz der Sendeantennen vor Witterungseinflüssen diente. Der Turm wurde im Zweiten Weltkrieg militärisch genutzt und durch Bombentreffer fast vollständig zerstört. Nach Kriegsende verändert wieder aufgebaut, steht er heute wegen seiner einzigartigen Konstruktion unter Denkmalschutz.
Beim Wiederaufbau des Aussichtsturms nach dem Flugzeugabsturz von 1943 brachte der Hessische Rundfunk 1949 eine Sendeanlage auf dem Turm an. Diese dient heute noch als Reserveanlage für UKW.
Daneben existiert auf dem Großen Feldberg ein 116,17 m hoher, abgespannter Sendemast mit zugehörigen Gebäuden des Hessischen Rundfunks für die Verbreitung von Radio- und Fernsehprogrammen. Hörfunk wird auf UKW analog und im DAB+-Standard gesendet. Dazu kommen Sender für digitales Fernsehen im Standard DVB-T2 HD.
Im Fernmeldeturm, im Aussichtsturm sowie auf dem hr-Rohrmast sind außerdem einige Amateurfunkrelais untergebracht.

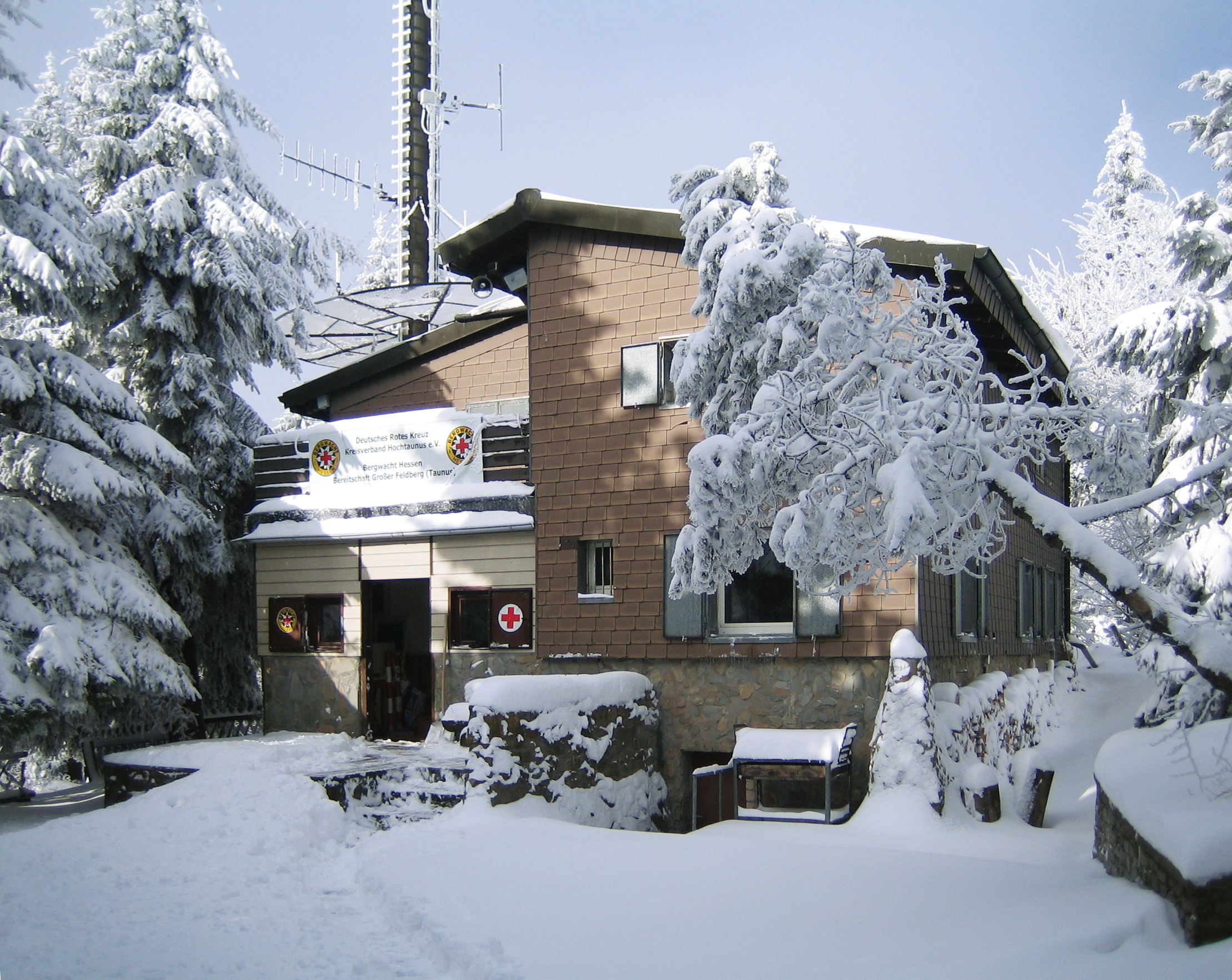
Bergwacht des DRK

### Bergwacht
Die rettungsdienstliche Versorgung wird an Wochenenden und Feiertagen durch die DRK Bergwacht Hessen – Bereitschaft Großer Feldberg gewährleistet. An diesen Tagen ist ganzjährig mindestens ein allradgetriebenes Fahrzeug stationiert. Die Dienststation befindet sich am südwestlichen Rand des Plateaus, unterhalb des Limes-Spielplatzes.

## Sport

### Wandern, Laufen, Radsport, Turnen
Auf und über den Großen Feldberg führen mehrere durch den Taunusklub markierte Wanderwege. Auf sein Gipfelplateau führen beispielsweise Wege ab der Endstation der U3 in Oberursel (7,2 km lang), vom Parkplatz der großen Kurve der Landesstraße 3004 oder von Oberreifenberg aus.
Die Europäischen Fernwanderwege E3 und E1 treffen sich auf dem Großen Feldberg, von Süden bzw. Osten kommend, und laufen von da gemeinsam westwärts bis Schloßborn.
Alljährlich im Frühjahr findet der Feldberglauf statt, der von Oberursel-Hohemark als Berglauf über 10 km Länge und 685 Höhenmeter auf das Plateau führt.
Zwischen den Gebäuden des Feldberghofes und des Aussichtsturmes befindet sich der vom Stoppomat Feldberg Taunus e. V. betriebene Stoppomat, der die Zeiten auf drei unterschiedlichen Strecken für Rennradfahrer, Mountainbiker und Läufer/Wanderer dokumentiert. Startpunkt ist jeweils das TIZ in Oberursel-Hohemark. Seit Juni 2015 gibt es abwärts vom Feldbergplateau zwei Mountainbike-Trails (Bikepark Großer Feldberg), die sich durch den Wald nach Norden zur Siegfriedstraße vor Schmitten-Oberreifenberg schlängeln.
Die Strecke des jährlich am 1. Mai ausgetragenen Eintagesrennens Eschborn–Frankfurt führt wenige Meter unterhalb des Gipfels über die Hochtaunusstraße.
Jeweils im Sommer (meist im August) findet mit dem Feldbergfest das älteste Bergturnfest im deutschsprachigen Raum statt; 1845 wurde es erstmals als „reines Turnfest“ veranstaltet.

### Wintersport
Der Zweckverband Naturpark Taunus unterhält ein Schneetelefon, über das Informationen – neben den Angaben auf der Internetseite – zu Loipen und Skiliften in der Umgebung des Großen Feldbergs erhältlich sind.
Für Snowboarder und Abfahrtsläufer besteht seit 1991 kein Skilift mehr, weil das wegen der schneearmen Winter entstandene Defizit nicht mehr aufgefangen werden konnte. Der ehemalige Skilift (ein Ankerlift), der Ende der 1960er erbaut worden war und für den zwei Schneisen in den Wald geschlagen werden mussten, befand sich auf der Nordseite des Großen Feldbergs und verlief entlang der Nordbahn-Piste (⊙); daher stammt der Name Nordbahnlift. Der Name Nordbahn hat den Lift überlebt und ist immer noch gebräuchlich. Die zweite Piste war als Siegfriedsschuss bekannt.
Auf der Nordbahn sind im Sommer noch immer einige Spätfolgen des Skisports zu sehen: Um den Großen Feldberg auch im Sommer zum Skilaufen nutzen zu können, hatte die Gemeinde Kunststoffmatten verlegt. Es entstand die längste Kunststoffpiste der Welt mit über einem Kilometer Länge. Die Eröffnung fand am 11. November 1972 durch Minister Horst Schmidt statt. Das Angebot, auch im Sommer die Nordbahn-Abfahrt herunterzuwedeln, scheiterte jedoch; übrig geblieben sind bis heute Reste der weißen Kunststoffmatten.
Im Umfeld des Großen Feldbergs existieren mancherorts noch Lifte (z. B. in Schmitten-Treisberg). An einigen Stellen werden im Winter Behelfslifte aufgebaut (z. B. in Schmitten-Oberreifenberg am Pechberg).
Für Skilangläufer werden Loipen rund um den Großen Feldberg gespurt.

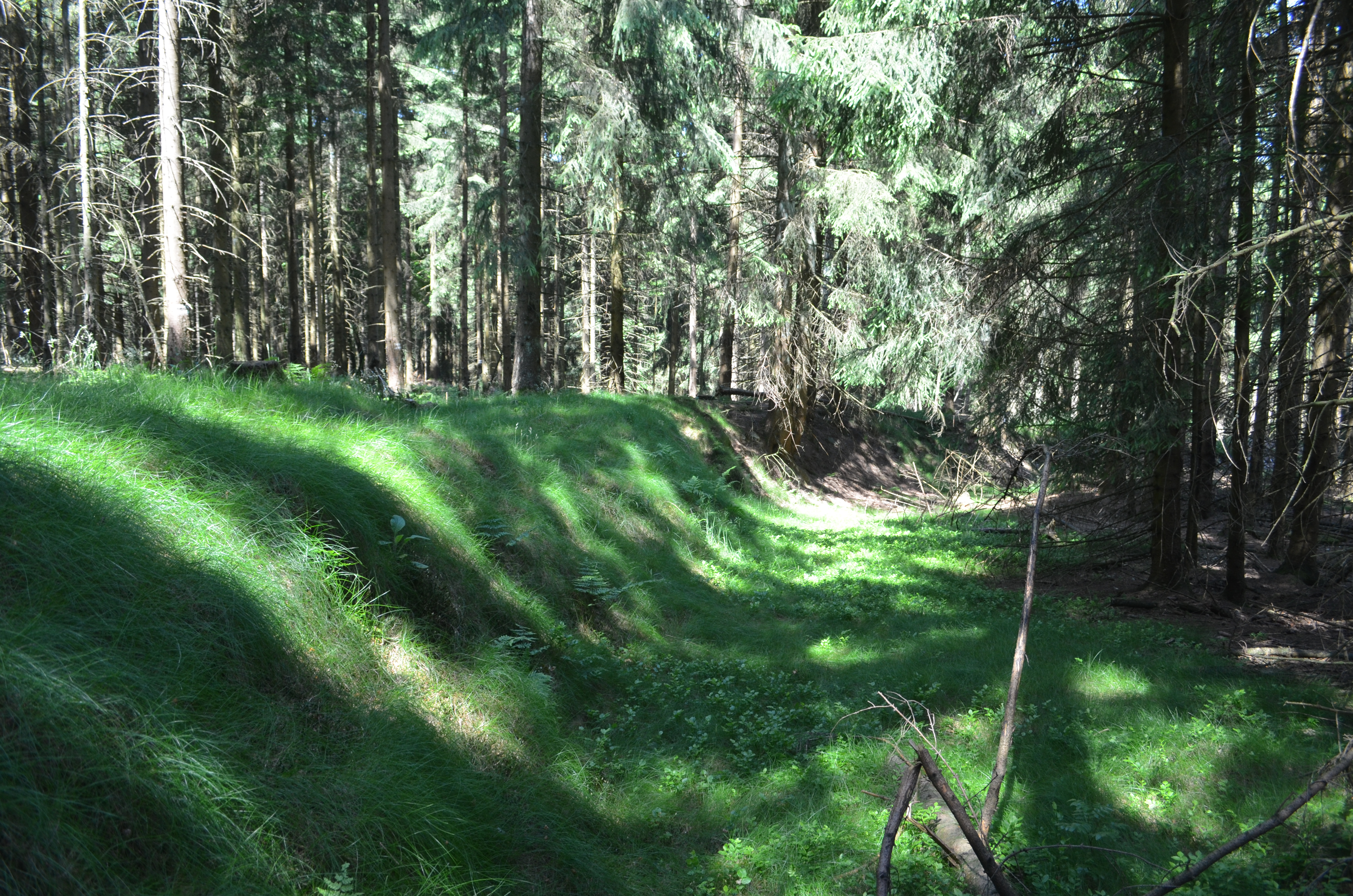
Reste der ehemaligen Naturbobbahn

Die Hänge des Großen Feldbergs werden von Schlittenfahrern genutzt, auch wenn durch die mittlerweile errichteten Holzzäune die Nutzung eingeschränkt wurde. Außerdem gab es eine Naturbobbahn, die von 1955 an drei Jahre in Benutzung war.
Der Hessische Schlittenhunde-Amateursportclub (HSSC) veranstaltet unregelmäßig ein internationales Schlittenhunderennen auf dem Großen Feldberg. Die vierte Auflage fand im November 2013 mit 25 Startern statt.
Am 21. Januar 1900 wurde die erste Schneerampe zusammengeschoben, von der sechs Meter gesprungen wurden. Eine feste Rampe wurde 1908 gebaut. 1911 erbaute der Skiclub Taunus einen Skisprunghügel. Beim Eröffnungsspringen wurde ein Schanzenrekord von 28 Metern erzielt. Nach Verbesserungen der Anlage wurde 1953 auf dem letzten Springen auf dem Feldberg eine Weite von über 40 Meter erreicht. Die Anlage wurde dann zugunsten der Skisprungschanze auf dem Weilsberg aufgegeben.

### Motorsport
In der Region des Großen Feldbergs wurde im Hochtaunus zwischen 1920 und 1954 auf verschiedenen Kursen das Feldbergrennen, ein Automobil- und Motorradrennen, ausgetragen. Es führte unter anderem durch Oberreifenberg und über den Gebirgspass Sandplacken.

### Radsport
Die Strecke des Radklassikers Eschborn–Frankfurt führte meist nur um und am Großen Feldberg vorbei, insbesondere den Sandplacken; mittlerweile ist der Große Feldberg Teil des Streckenprofils.

## Verkehrsanbindung

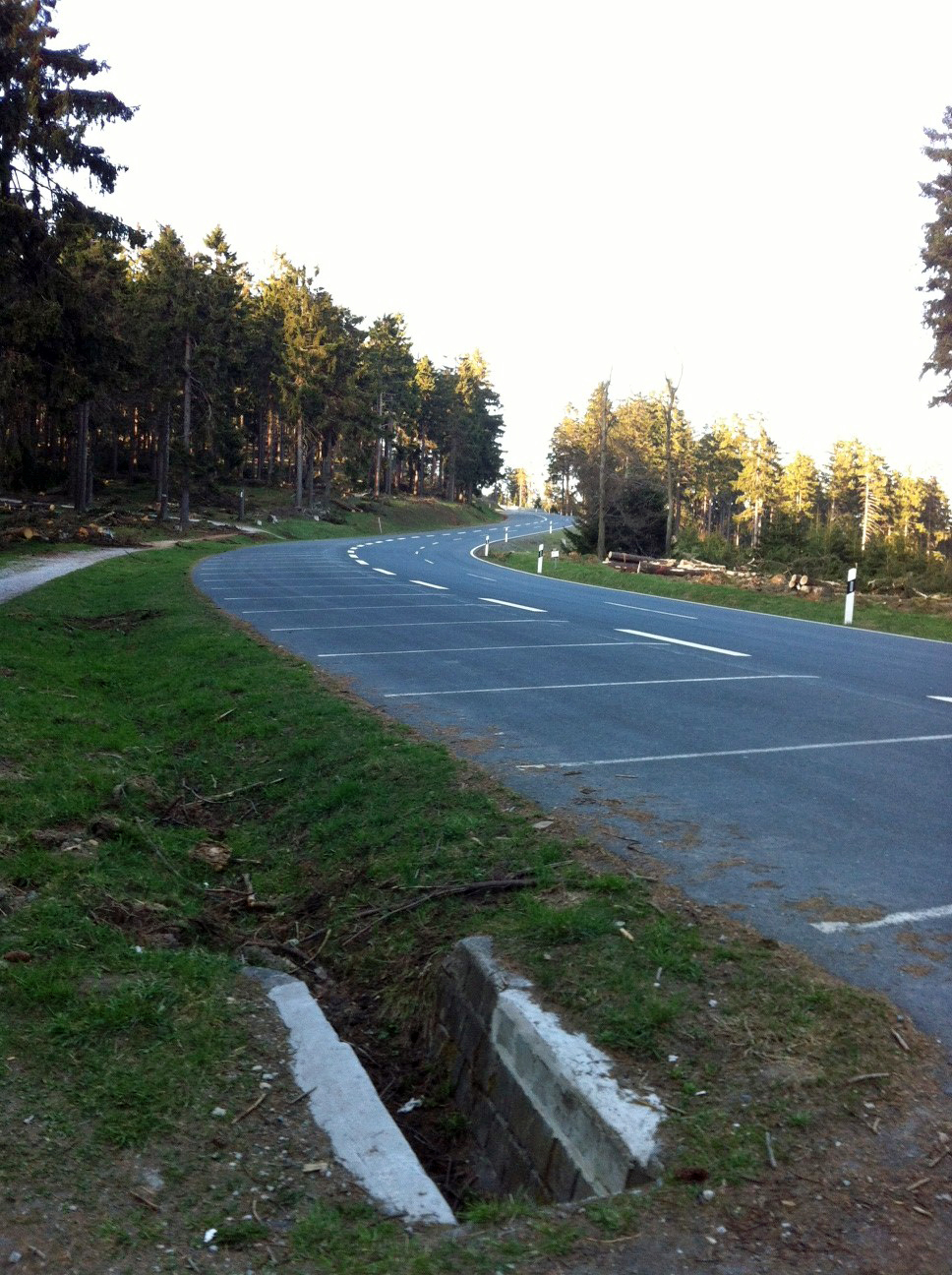
Landesstraße 3024 zwischen Kleinem und (in Richtung) Großem Feldberg

Der Große Feldberg ist für Kraftfahrzeuge über eine Stichstraße erreichbar. Diese zweigt etwas unterhalb südlich des Plateaus von der Landesstraße 3024 ab, die ihrerseits die Gebirgspässe Rotes Kreuz (688 m) und Sandplacken (669 m) miteinander verbindet und an der Feldberg-Abzweigung ihren höchsten Punkt erreicht.
Früher dienten große Teile des Plateaus als kostenpflichtiger Parkplatz; heute ist der größte Teil davon renaturiert. Die noch vorhandenen PKW-Stellplätze in Gipfelnähe gehören zur dortigen Gastronomie (Feldberghof), daneben gibt es noch einige öffentliche Motorrad-Parkplätze und eine Wendeschleife für die Buslinie 57 (Endstation der U3 Oberursel-Hohemark–Oberreifenberg–Großer Feldberg–Bahnhof Königstein), mit der das Bergplateau erreicht werden kann. Ein Shuttlebus zum Gipfel fährt an Wochenenden und Feiertagen insgesamt 14 Parkplätze um den Feldberg herum an. Öffentliche Bus- und PKW-Parkplätze liegen kurz vor dem Jugend- und Wanderheim des Taunusklubs und unterhalb des Plateaus an der L 3024.

## Sonstiges
In der Nähe der Bergstation des ehemaligen Nordbahn-Liftes (und am Rande des Austragungsortes des Feldbergfestes) befindet sich versteckt ein Grenzstein, der einst die Grenze zwischen dem Herzogtum Nassau und der Landgrafschaft Hessen-Homburg markierte.
Im Gegensatz zu den Telefonanschlüssen in Schmitten direkt (06084) haben die Gebäude auf dem Großen Feldberg die Vorwahl 06174 des Vorwahlbereiches Königstein.
Die A 3 weist zwei lange gerade Abschnitte auf, die genau auf den Feldberggipfel zulaufen, der von dort jeweils auch zu sehen ist: der eine südlich der Anschlussstelle Limburg-Süd, der andere westlich des Seligenstädter Dreiecks. Die A 5 läuft südlich der Anschlussstelle Fernwald bis zum Rastplatz Limes auf den Feldberg zu.